# Pierella rubra
Pierella rubra är en fjärilsart som beskrevs av Brown 1948. Pierella rubra ingår i släktet Pierella och familjen praktfjärilar. Inga underarter finns listade i Catalogue of Life.